# György Bródy
György Bródy   (Budapest, 21 de juliol de 1908 - Johannesburg, 5 d'agost de 1967) va ser un waterpolista, entrenador i dirigent esportiu hongarès que va competir durant les dècades de 1920 i 1930.
El 1932 va prendre part en els Jocs Olímpics de Los Angeles, on va guanyar la medalla d'or en la competició de waterpolo, una medalla que revalidà als Jocs de Berlín de 1936. En el seu palmarès també destaquen dos campionats d'Europa (1931 i 1934) i la lliga hongaresa de 1928.
El 1945 va ser nomenat vicepresident de l'Associació Hongaresa de Natació. Bródy va entrenar l'equip nacional hongarès als Jocs de Londres de 1948, mentre el 1960, als Jocs de Roma entrenà l'equip de Sud-àfrica. Va morir d'un atac de cor mentre jugava al futbol.